# 南门增二
南門增二（α Cir/圓規座α）是一顆變星，位於黯淡的南天拱極星座——圓規座。它的視星等為3.19，是圓規座內最亮的恆星，在南半球用肉眼可以輕易地看到。從視差測量估算出此恆星離地球的距離為54.0光年（16.6秒差距）。
此恆星屬於一種叫快速振盪Ap星的已知變星種類。它的振蕩有着多重週期和非徑向脈動，其顯性週期為6.8分鐘。它的恆星光譜有着由外大氣層化學分層現象所引起的獨有特徵。從光譜可以看出它的大氣層缺乏碳、氮和氧，但是卻含有過於豐富的鉻（Cr）。它的恆星光譜型為A7 Vp SrCrEu，意思是它是一顆主序星（A型），且大氣層內含有較大量的鍶（Sr）、鉻和銪（Eu）（與一顆像太陽那樣的典型行星相比）。
南門增二的質量約為太陽質量的150%至170%，而它的半徑則是太陽的兩倍，但是光度卻是太陽的10倍。其外部包層的有效溫度約7,000K，因此有着A型主序星典型的白色光芒。它的自轉週期為4.5天，其極點向地球視線的傾斜約為37±4°。
基於南門增二的位置和在太空中移的軌跡，它是移動星群繪架座β移動星群的候選成員。這個星群的成員都共同擁有同一個起源，它們各自的年齡估計約為1千2百萬歲。天文學家估計南門增二在這個星群誕生的時候與集合體中心的距離約為91光年（28秒差距）。